# 庫爾帕卡卡山 (馬爾卡帕塔區)
13°41′58″S 71°02′03″W / 13.69944°S 71.03417°W
庫爾帕卡卡山（Collpacaca），是秘魯的山峰，位於該國東南部庫斯科大區，由基斯皮坎奇省的馬爾卡帕塔區負責管轄，屬於韋爾卡努塔山脈的一部分，海拔高度約5,000米。